# ロンドン橋落ちた
「ロンドン橋落ちた」（ロンドンばしおちた、London Bridge Is Broken Down）は、イギリスに古くからあるナーサリーライム（童謡）。マザー・グースの中でも代表的なもので、現在では世界中で知られている。単に「ロンドン橋」とも呼ばれる。

## 歌詞

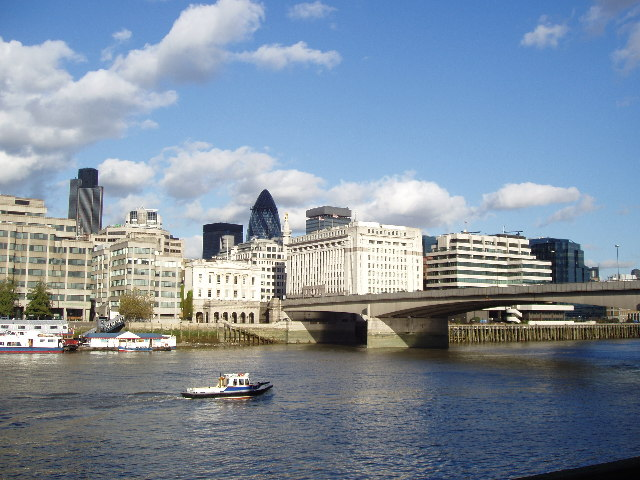
現在のロンドン橋

ロンドン橋が落ちた（壊れた）ため、色々な材料で新しい橋を造ろうとする歌詞である。時代や場所などによって何通りかの歌詞が存在する。その中で代表的な歌詞を以下に挙げる。

London Bridge is broken down,

Broken down, broken down.

London Bridge is broken down,

My fair lady.

Build it up with wood and clay,

Wood and clay, wood and clay,

Build it up with wood and clay,

My fair lady.

Wood and clay will wash away,

Wash away, wash away,

Wood and clay will wash away,

My fair lady.

Build it up with bricks and mortar,

Bricks and mortar, bricks and mortar,

Build it up with bricks and mortar,

My fair lady.

Bricks and mortar will not stay,

Will not stay, will not stay,

Bricks and mortar will not stay,

My fair lady.

Build it up with iron and steel,

Iron and steel, iron and steel,

Build it up with iron and steel,

My fair lady.

Iron and steel will bend and bow,

Bend and bow, bend and bow,

Iron and steel will bend and bow,

My fair lady.

Build it up with silver and gold,

Silver and gold, silver and gold,

Build it up with silver and gold,

My fair lady.

Silver and gold will be stolen away,

Stolen away, stolen away,

Silver and gold will be stolen away,

My fair lady.

Set a man to watch all night,

Watch all night, watch all night,

Set a man to watch all night,

My fair lady.

Suppose the man should fall asleep,

Fall asleep, fall asleep,

Suppose the man should fall asleep?

My fair lady.

Give him a pipe to smoke all night,

Smoke all night, smoke all night,

Give him a pipe to smoke all night,

My fair lady.

1番の"broken down"の箇所を"falling down"とすることも多く、特にアメリカ合衆国では"falling down"が一般的である。"London Bridge is falling down"のメロディーとその歌詞は、アメリカで派生したもの（メロディーは1879年に出版されたW・H・ショウ著『絵解きアメリカの歌と遊戯』に初登場したもの、歌詞は1883年に出版されたW・W・ニューウェル著『アメリカの子どもたちの遊戯と歌』の中ではじめて紹介されたもの）が広まったものである。
歌詞の全文が確認できる資料の中で最も古いものは、1744年に発行されたTommy Thumb's Pretty Song Bookで、次のような歌詞である。

London Bridge

Is Broken down,

Dance over my Lady Lee.

London Bridge

Is Broken down

With a gay Lady.

How shall we build

It up again,

Dance over my Lady Lee, &c.

Build it up with

Gravel, and Stone,

Dance over my Lady Lee, &c.

Gravel, and Stone,

Will wash away,

Dance over my Lady Lee, &c.

Build it up with

Iron, and Steel,

Dance over my Lady Lee, &c.

Iron, and Steel,

Will bend, and Bow,

Dance over my Lady Lee, &c.

Build it up with

Silver, and Gold,

Dance over my Lady Lee, &c.

Silver, and Gold

Will be stolen away,

Dance over my Lady Lee, &c.

Then we'l set

A man to Watch,

Dance over my Lady Lee.

Then we'l set

A Man to Watch,

With a gay Lady.

また、ジェームズ・オーチャード・ハリウェル編集の書に掲載されている以下の歌詞も知られている。1744年のものと似ているが、歌詞の順番や結末が異なっている。北原白秋や竹友藻風による日本語訳は、この歌詞を元にしている。

London Bridge is broken down,

Dance o'er my Lady Lee.

London Bridge is broken down

With a gay ladye.

How shall we build it up again?

Dance o'er my Lady Lee, &c.

Silver and gold will be stolen away,

Dance o'er my Lady Lee, &c.

Build it up again with iron and steel,

Dance o'er my Lady Lee, &c.

Iron and steel will bend and Bow,

Dance o'er my Lady Lee, &c.

Build it up with wood and clay,

Dance o'er my Lady Lee, &c.

Wood and clay will wash away,

Dance o'er my Lady Lee, &c.

Build it up with stone so strong

Dance o'er my Lady Lee,

Huzza! 'twill last for ages long,

With a gay ladye.

## 成立年代
この詩がいつ作られたのかは、はっきりしていない。文献による初出は1725年の『ナンビー・パンビー』（ヘンリー・ケアリー著）である。同書でケアリーは、この歌の一部を次のような形で引用している。

Namby Pamby is no Clown,

London-Bridge is broken down:

Now he courts the gay Ladee,

Dancing o'er The Lady-Lee

さらに、雑誌『Gentleman's Magazine』（en:The Gentleman's Magazine）の1823年9月号には、チャールズ2世の治世（1660年 - 1685年）頃の生まれの女性から伝えられたロンドン橋の歌詞が記されている。記者がその女性から歌を聞いたのは70年以上前で、歌の成立年はさらにさかのぼることになる。

## 解釈

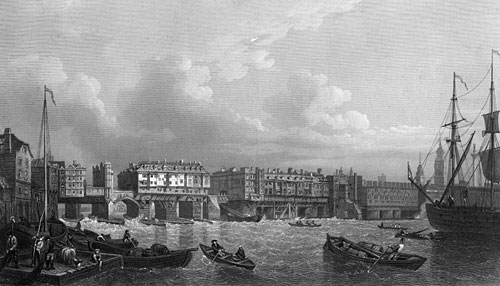
1745年のロンドン橋。1209年に架けられたこの橋は、火災などに遭ったが落ちることはなく、1832年に架け替えられるまで橋としての役割を果たした。

歌詞の意味に関しては謎が多く、現在でも明らかになっていない。そのため、多くの解釈がなされている。

### ロンドン橋の崩壊
ロンドン橋が造っては流されたということが繰り返されたのは、10世紀から12世紀にかけてのことであり、ヘンリー2世時代の1209年に石造りの橋が完成してからは、橋の崩壊はなくなり、1832年に架け替えられるまで、600年以上もその堅牢さを保った。しかしこの石橋の上には礼拝堂や民家・商店が立ち並んでおり、それらが火事で焼失することはあった。さらに、1553年には、ヘンリー8世による宗教改革により、橋の上の礼拝堂が取り壊された。こうした出来事を、橋が「落ちた」「壊れた」と捉えたのではないかとする説もある。
また、天災だけではなく、次のように人の手によって壊された話も伝えられている。1014年（または1009年）、デンマーク王スヴェン1世（ノルウェー王も兼ねていた）はイングランド遠征を行い、戦列に加わっていたノルウェーの前王家の王族であるオーラヴ（後のノルウェー王オーラヴ2世）にロンドンの攻略を命じた。このときオーラヴ2世は守兵が立て籠もるロンドン橋にロープをかけ、軍船で引っ張り落としたという。歌詞はこの出来事を元にしているいう説もある。
それを裏付ける文献もある。この出来事が記されている古代スカンジナビアの冒険談『ヘイムスクリングラ』は、サミュエル・レインによって翻訳され1844年に発表された。そこにはオッター・スヴァルトの詩が収められているが、この詩の1行目とロンドン橋の詩とは類似性がある。

London Bridge is broken down. —

Gold is won, and bright renown.

  Shields resounding,

  War-horns sounding,

Hild is shouting in the din!

  Arrows singing,

  Mail-coats ringing —

Odin makes our Olaf win!

しかしながら現在では、スヴァルトの詩の原文にはロンドン橋への言及がないことが明らかになっている。つまりレインの翻訳は、すでに知られていたロンドン橋の歌を原文に組み込んだ、かなり自由なものであったことが分かる。そのため、これが詩の元になったというのは疑わしい。さらには、オーラヴによるロンドン橋の破壊が行われたこと自体を疑う歴史家もいる。

### 見張り番と人柱
歌詞には、「金と銀の橋では盗まれるから見張り番を置こう」という箇所がある。この「見張り番」が、橋を造るときの人柱のことを指しているとする主張がある。
たとえば『オクスフォード童話事典』 (The Oxford Dictionary of Nursery Rhymes) では、何度橋を架けても壊されてしまう自然の力に対抗できるものとして見張り番、つまり人柱が必要になると述べている。また、各国に伝わる橋を造る際の人柱の例を挙げて、この説を補強している。ただし、石橋を造る際には人柱の記録はないことから、これは事実であったとしても石橋以前に架けられた橋での出来事と推定されている。
なお、ロンドン橋の見張り番自体は13世紀に存在し、橋を渡る人から通行税を取っていた。ただし、歌ではその後に、「見張り番が眠らないように一晩中パイプのたばこを吸わせる」と続くが、たばこが英国に入ったのはそれ以後の1565年である。

### マイ・フェア・レディ
歌詞の「マイ・フェア・レディ (My Fair Lady)」、または古い歌詞にある「レイディ・リー (Lady Lee)」の意味についても、いくつかの説が存在する。
1つは、この「レディ」はウォリックシャーの貴族であったリー (Leigh) 家の婦人がモデルではないかという説である。家を建て替える際にこの婦人は建材などに色々と注文を出した、あるいは工事中に人が埋められたとも言われている。それがこの歌の題材になっているという主張である。
また、ロンドン橋の建設の責任者であったことから、ヘンリー1世の王妃マティルダ・オブ・スコットランドであるという説がある。さらに、1269年から1281年ぐらいまで橋の収益に関しての権限を持っていたヘンリー3世の王妃エリナー・オブ・プロヴァンスではないかという説も存在する。
一方で、これは人物ではなく、英国のリー川 (River Lee) を指すとする見解もある。リー川はロンドン橋のあるテムズ川に注ぎ込む川である。しかし、リー川がテムズ川と合流するのはロンドン橋よりも下流であるため、この説に疑問を呈す意見もある。
また、古い歌詞にある"Dance over my Lady Lee"（踊って越えよ、レイディ・リイ）とは、冬の間テムズ川が凍結するので、橋が壊れても氷上を歩いて渡れることを意味しているとする見解もある。

## 遊び方

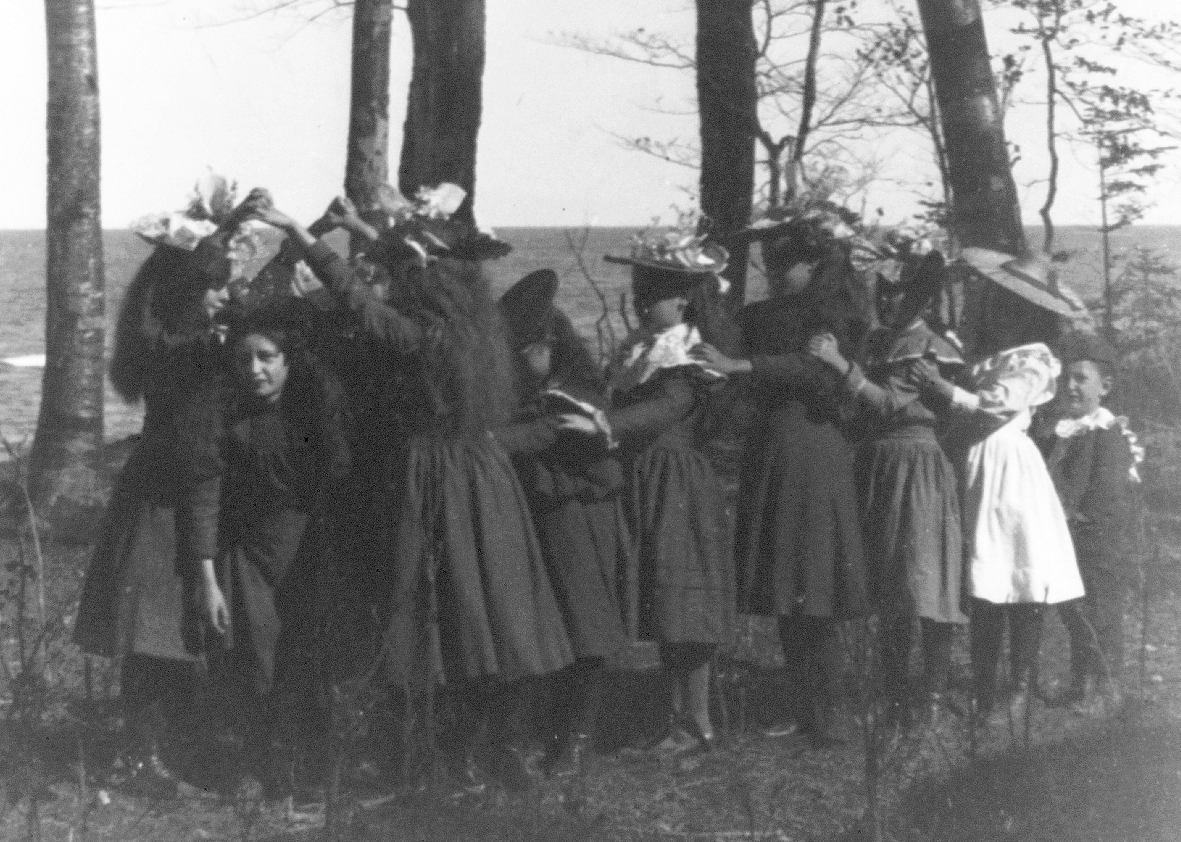
「ロンドン橋落ちた」の遊び方

「関所遊び歌」の典型である。2人の子供が向かい合って手をつなぎ、腕を高く上げ、その中を他の子供が歌いながら通る。歌詞の「My fair Lady」のところで腕を上げていた2人が腕を下ろし、通っていた人を捕まえる。同じマザー・グースの「オレンジとレモン」と似た遊び方である。
アメリカでは、捕まえられた人は2つのグループに分けられる。そして、その2組で綱引きを行う。

## 替え歌
「ロンドン橋落ちた」のメロディに乗せて「Head, Shoulders, Knees and Toes」と歌う替え歌・童謡がある（同じ歌詞で別の曲に乗せて歌うものもある）。日本においては高田三九三の訳詞による「あたま・かた・ひざ・ポン」が知られている。